# Боевой веер

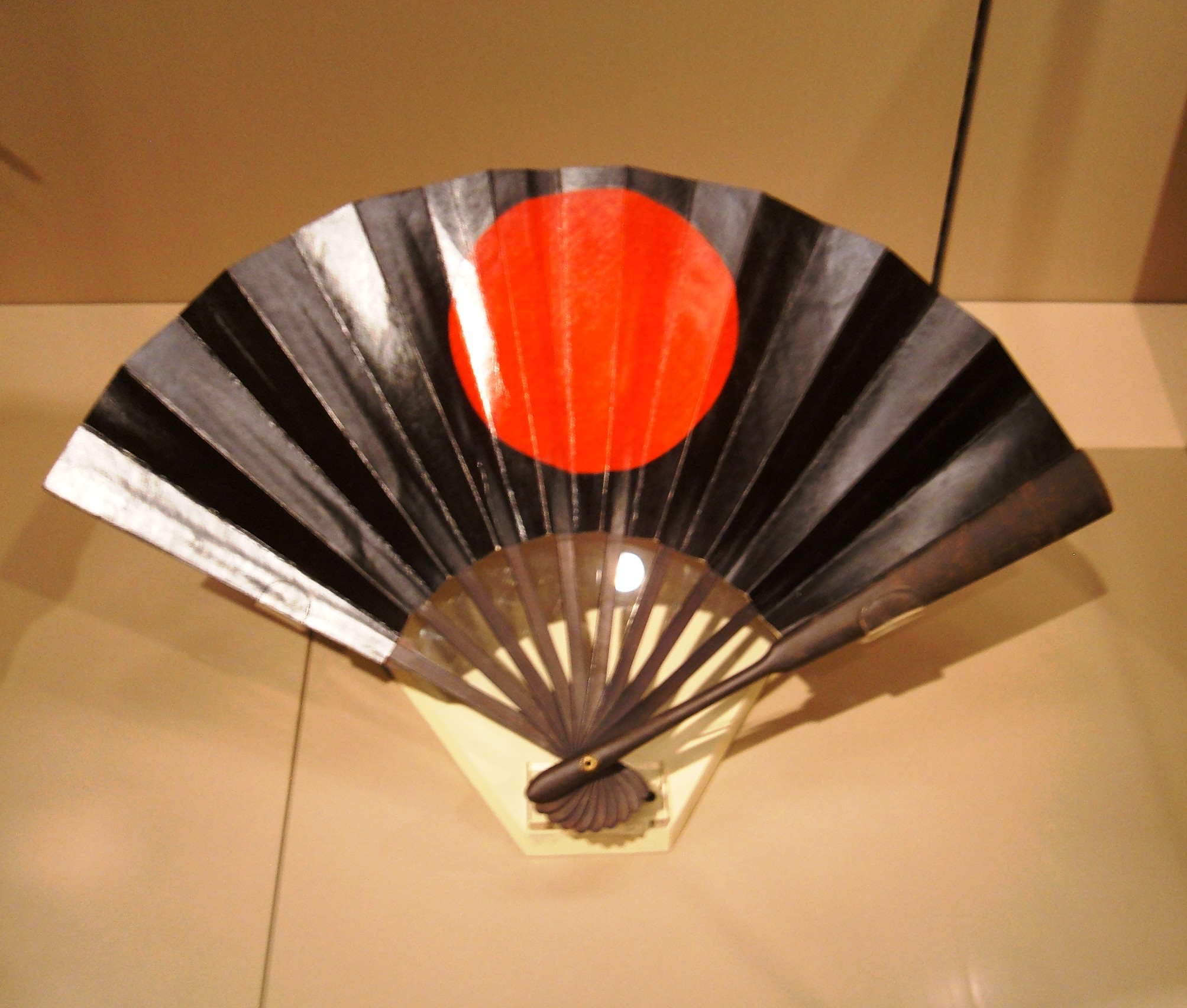
Японский боевой веер гунсэн периода Эдо, сделанный из железа, бамбука и лака, на котором нарисовано солнце (1800-50) в Музее Искусств Азии в Сан-Франциско

Боевой веер — веер, созданный специально для использования в рукопашном бою. Некоторые виды таких вееров использовались в феодальной Японии, Китае и Корее.

## Японский боевой веер

### Описание
Японские боевые веера различаются по размерам, используемым материалам, формам и целям. Чаще всего их применяли для подачи сигналов. Сигнальные веера существовали в двух вариантах:
- веер с деревянными и металлическими ребрами с лакировочной бумагой, прикрепленной к ребрам, и наружной металлической крышкой.
- твёрдый веер из металла или дерева, очень схожий с гумбаем, которым и сегодня пользуются судьи сумо.[2]

Командир должен был развернуть или свернуть свой веер и сделать с его помощью определенные движения, чтобы отдать приказ солдатам.
Боевые веера также могли быть использованы как оружие, искусство боя этими веерами называется тэссэндзюцу.

### Виды

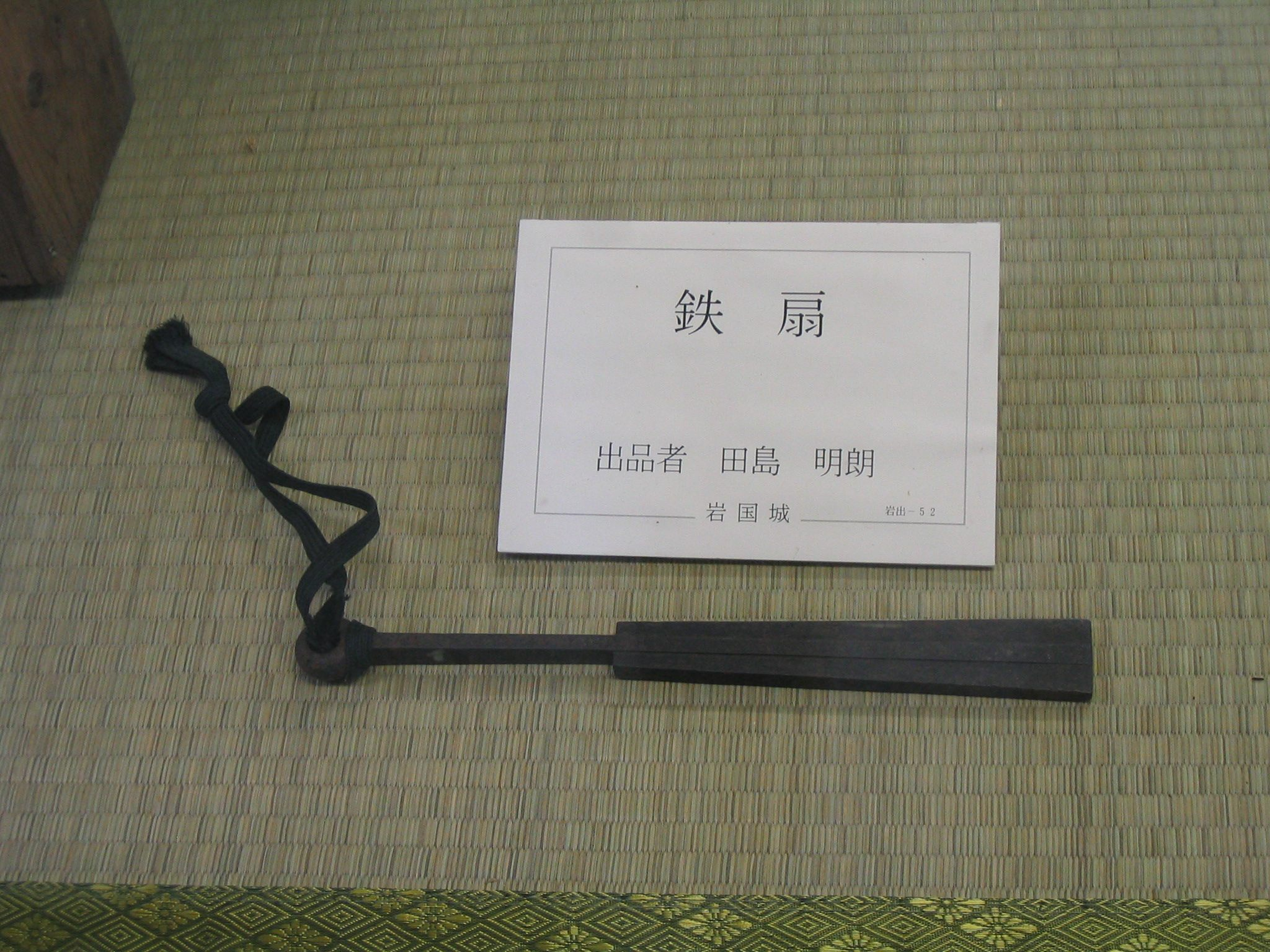
Тэссэн (железная дубинка в форме сложенного веера), выставленный в японском замке Ивакуни

- Гунсэн (яп. 軍扇) — складной веер, который мог использоваться и для обмахивания. Его внутренние спицы были сделаны из дерева, бронзы, латуни или из другого аналогичного материала, внешние спицы или покрытие — из тонкого железа или другого металла. Это делало его легким, но крепким[1].
- Тэссэн (яп. 鉄扇) — складной веер c внешними спицами из тяжелых пластин железа, выглядящий как обычный, неопасный веер, или железная дубинка в виде сложенного веера. Самураи могли использовать тэссэн там, куда нельзя было проносить мечи, а некоторые школы фехтования учат бою с использованием тэссэна. Такими веерами можно было отражать стрелы и дротики, метать веер во врага и пользоваться им как подручным средством при плавании[3].
- Гумбай, гумпай или дансэн утива (яп. 軍配) — большой твёрдый раскрытый веер, сделанный из железа или дерева с металлическими элементами. Такой веер носили высокопоставленные военачальники[4], пользуясь им для отражения стрел, защиты от солнца и подачи сигналов отрядам[5][6].

### История и фольклор
Согласно легенде, в ходе четвёртой битвы при Каванакадзиме полководец Уэсуги Кэнсин прорвался к шатру своего противника Такэды Сингэна и атаковал его, но Сингэн отразил удар боевым веером. Точно неизвестно, был ли этот веер тэссэном, дансэн утива или какой-то другой формой веера. Вообще же командиры очень редко вступали в бой, в основном в порядке самозащиты, когда рядом не было телохранителей.
Согласно другой легенде, Минамото-но Ёсицунэ победил монаха Сайто Мусасибо Бэнкэя с помощью веера.
Ещё одно предание гласит, что веер Араки Мурасигэ спас жизнь своему хозяину, когда военачальник Ода Нобунага пытался убить его. Араки, оставивший свои мечи у входа, по обычаю поклонился на пороге, а Нобунага хотел закрыть двери комнаты, чтобы они перерезали шею Араки. Однако тот положил свой тэссэн в пазы на полу, по которым двигались раздвижные двери, так что они не закрылись.
Учителя фехтования сёгунов Токугава из рода Ягю использовали тэссэндзюцу в своей школе боевых искусств, Ягю Синкагэ-рю.

## В других странах
Боевые веера использовались также в китайских и корейских боевых искусствах. В Китае веера назывались «тешань» (кит. упр. 铁扇, пиньинь tiěshàn, буквально: «стальной веер», в Корее — «пучхэ» (кор. 부채).
Корейский боевой веер (кор. 무부채 мубучхэ) появился во время правления династии Чосон. Мечи и подобное оружие было в то время запрещено, что повлекло за собой создание оружия, которое даже бы находясь на виду не вызывало подозрений. Ремесленники нашли способ создавать подобные веера из древесины берёзы Шмидта (кор. 박달나무 пакталь наму), произраставшей на севере Корейского полуострова. Это дерево было упругим и твёрдым, что позволяло веерам из него противостоять холодному оружию тех времён. Наиболее популярным боевой веер стал среди тюнинов (средний класс) и янбанов (дворянство). Веера выполняли по индивидуальному заказу.
Иногда во внешний край вплетали металлические полосы, чтобы веер мог резать, или перья, в которых прятались бритвы размером с палец, вылетающие после раскрытия веера. Другие веера содержали яд или применялись для скрытия оружия, например метательных лезвий, их можно было запустить, раскрыв веер. Последние, как говорят, применялись несколькими мастерами учения Куксульвон (кор. 국술원). Яд в веерах мог быть смертельным или длительного действия, он содержался в специальных пузырьках или каналах, которые открывались, когда владелец раскрывал свой веер, что позволяло владельцу выстрелить ядовитым содержимым в своего оппонента с небольшого расстояния.
Фольклор и слухи также упоминают отдельных путешествующих торговцев, торгующих с Китаем веерами с отсеками в лопатках, содержащих взрывоопасные гранулы, после удара по вееру гранулы создавали яркую ослепляющую вспышку, аналогичную современным китайским фейерверкам.

## Галерея

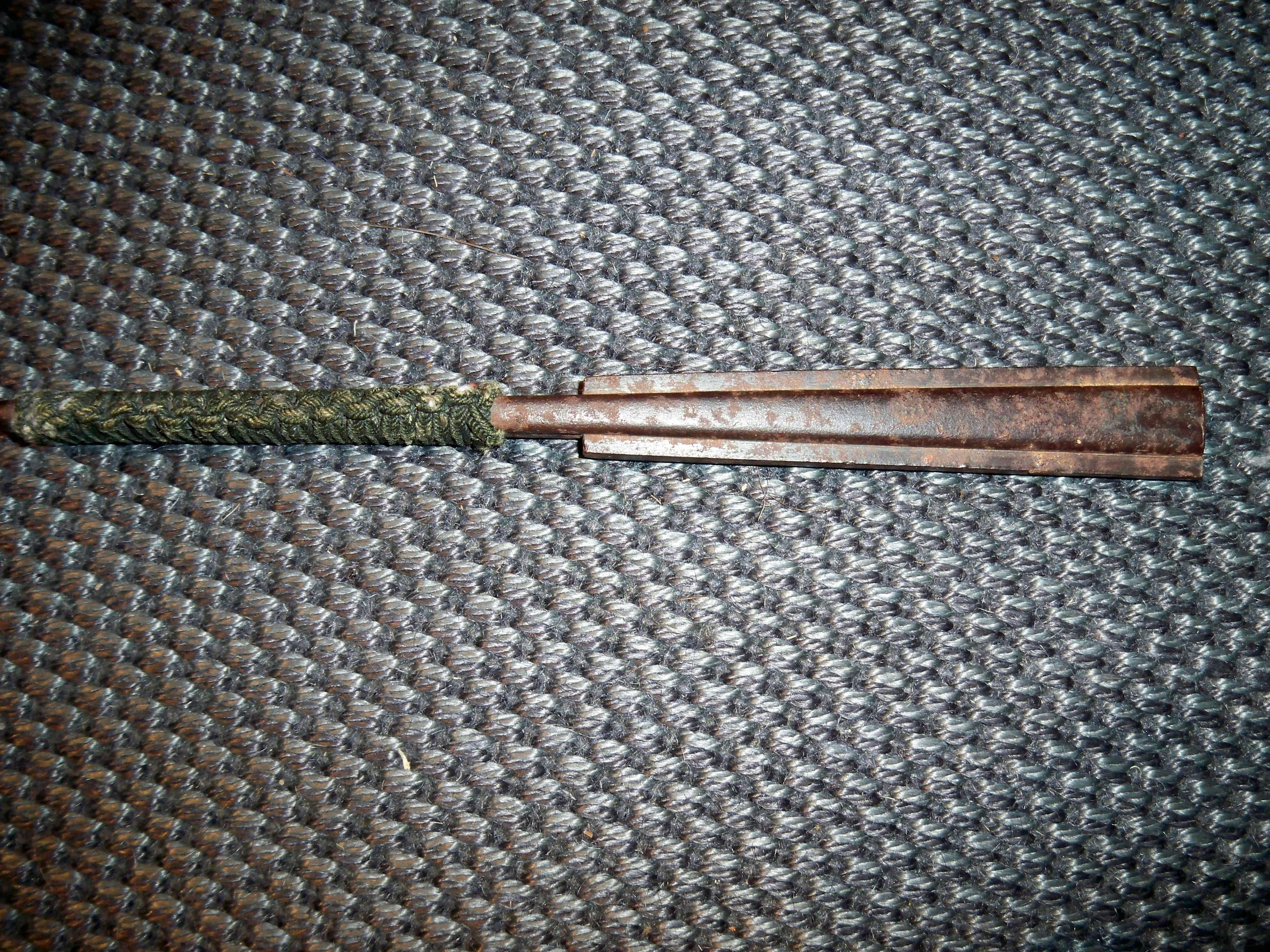
Железная дубинка-тэссэн периода Эдо.
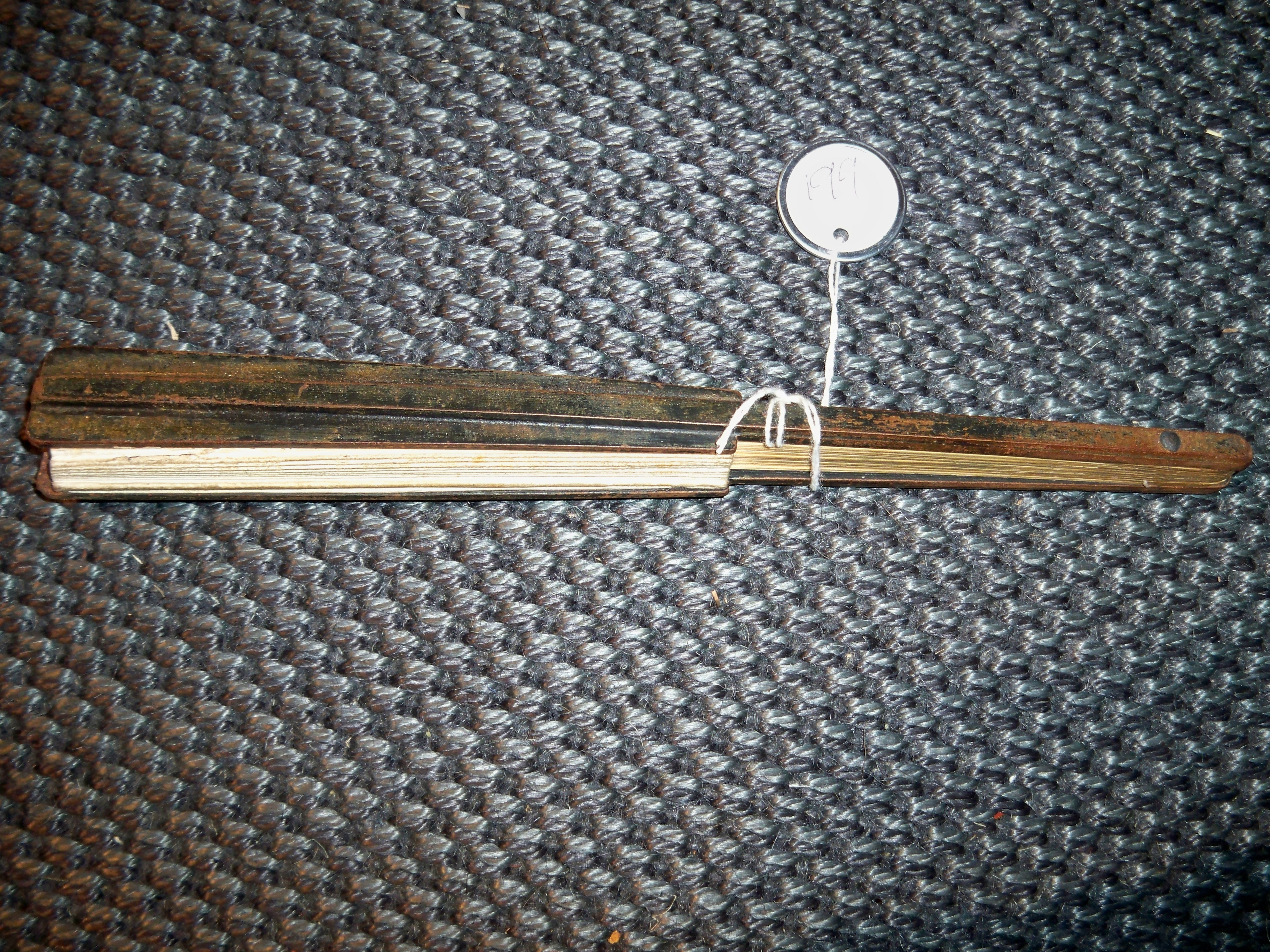
Раскладывающийся тэссэн с железными внешними планками и деревянными рёбрами.
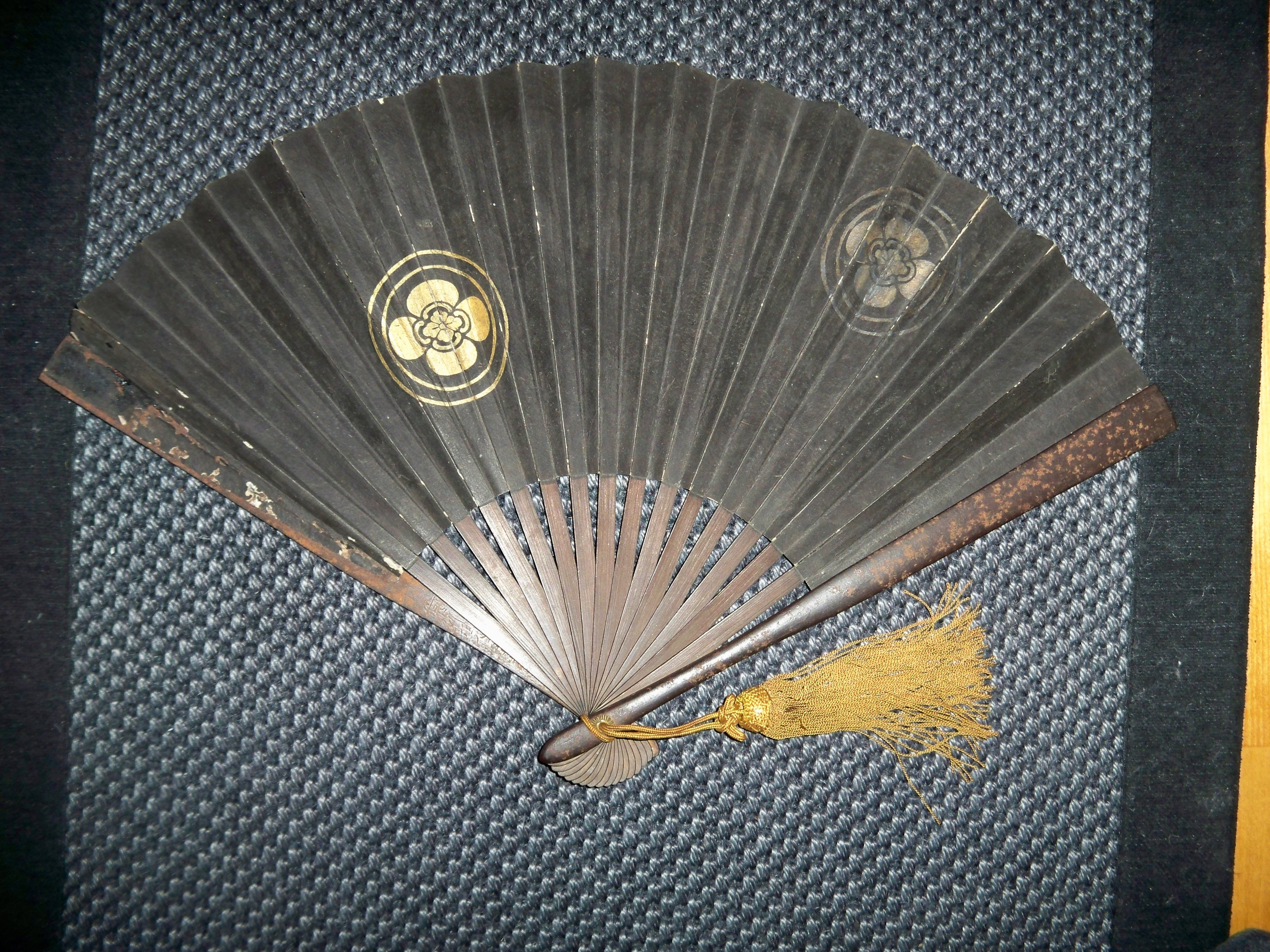
Развёрнутый гунсэн с деревянными рёбрами и железными внешними планками.
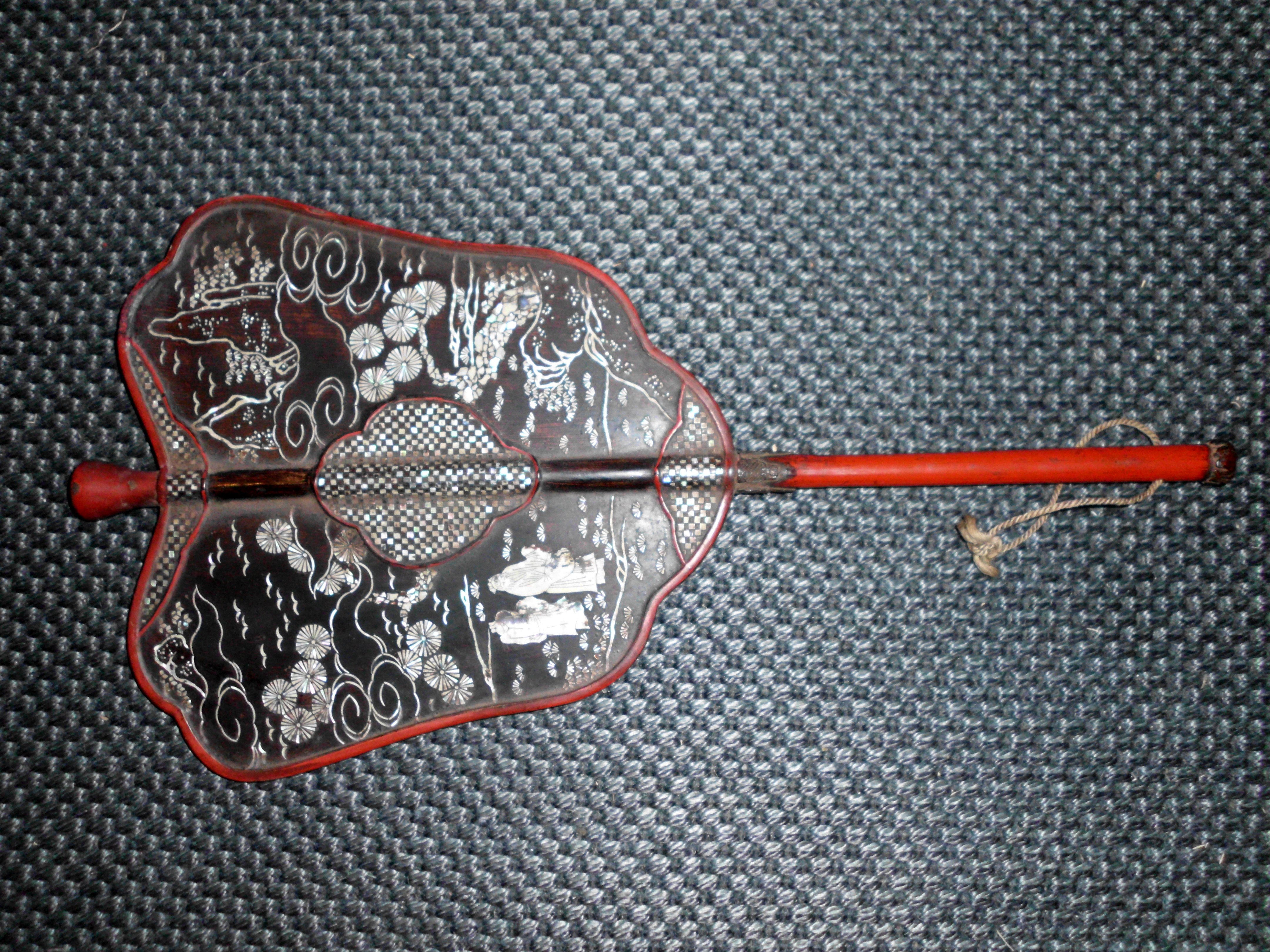
Самурайский гумбай. Дерево и лак с инкрустацией.